# Onafhankelijkheidsmedaille van India
De Onafhankelijkheidsmedaille van India, in het Engels "Indian Independence Medal", was een in oktober 1949 door George VI van het Verenigd Koninkrijk ingestelde onderscheiding van de Dominion India. India werd op 15 augustus 1947 onafhankelijk, het land werd een "Dominion".
De herinneringsmedaille werd toegekend aan alle mannelijke en vrouwelijke leden van de Indiase strijdkrachten en de militairen die dienden in de legers van de tot India toegetreden semi-onafhankelijke heersers zoals de Maharadjas. Ook de heersers zelf ontvingen deze medaille. Het Koninklijk Besluit van George VI bestemde de medaille voor "de Britse militairen die na de onafhankelijkheid in het land bleven om te helpen bij de verdeling en reorganisatie van de strijdkrachten van India". Zij kregen deze medaille wanneer zij op 1 januari 1948 nog steeds in dienst waren. Ook de Gurkhas en allerlei civiel personeel dat aan het leger was verbonden kwam in aanmerking.
Aan de strijdkrachten verbonden burgers die voor de overheid in Delhi of in de provincies werkten ontvingen de medaille ook. Ook de militairen van de Britse RAF, de transporteenheden, bleven nog enige tijd in India werkzaam en kwamen voor de medaille in aanmerking.
Omdat India na het uitroepen van de republiek in 1950 nòg een Onafhankelijkheidsmedaille liet slaan, nu zonder de kroon en de titels van de koning, wordt deze medaille ook wel de "Indian Independence Medal 1947" genoemd.

## De medaille
De ronde 36 millimeter brede medaille is vervaardigd van een goedkope legering van koper en nikkel. Vóór de oorlog werden medailles in zilver geslagen. Op de voorzijde is het nieuwe symbool van India, Ashoka's chakra, gedekt door de Britse kroon. Daaromheen staat "Georgius: VI D: G: BRITT: OMN: ROOD: FID: DEF". Dit was voor het eerst dat de nieuwe koninklijke titels, met weglaten van een verwijzing naar het keizerrijk India werden gebruikt. De bevestiging is zoals in Groot-Brittannië vaak voorkomt een gesp met een draaimechanisme. De economische positie van Engeland was slecht en ook de gesp is pover uitgevoerd met een goedkopere niet-draaibare rechte bolbevestiging aan de medaille. De drager van de medaille wordt meestal op de rand vermeld.
Op de keerzijde staat het nationale embleem, hier zonder motto, met daaromheen "INDIAN INDEPENDENCE / 15TH AUGUST 1947".
Men draagt de medaille aan een 3 centimeter breed lint met drie gelijke oranje, witte en groene strepen op de linkerborst. De kleuren zijn die van de vlag van India.